# Île de Nanzhao

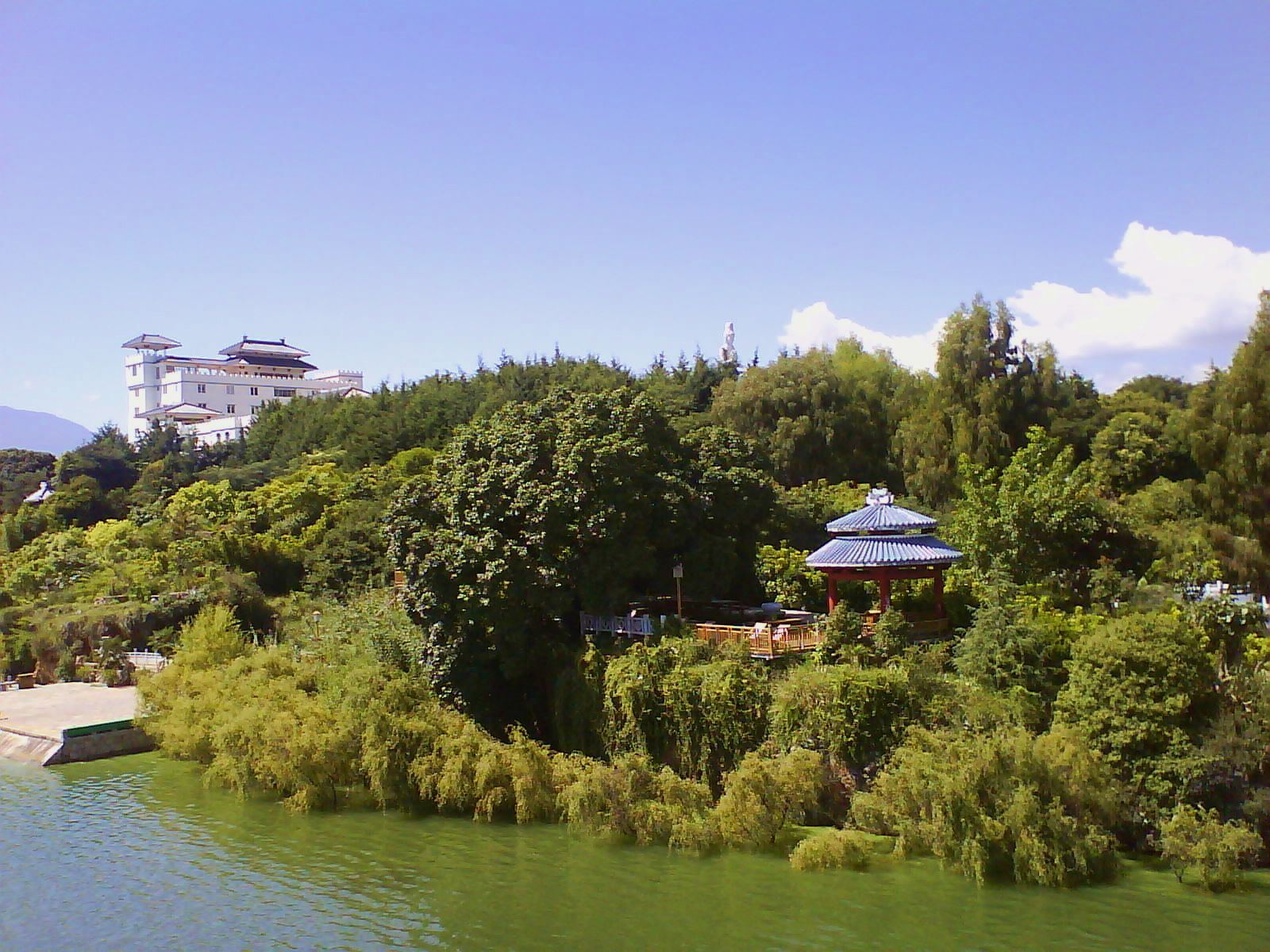
Vue d'ensemble de l'île.

L'Île folklorique Nanzhao (Chinois simplifié : 南诏风情岛, pinyin : Nánzhào fēngqíng dǎo) est une île du lac Erhai (耳海), sur la municipalité de Dali (大理), dans la province du Yunnan (云南省), en Chine. Elle conserve des monuments de la dynastie du royaume des Zhao du Sud (南诏国).

## Galerie

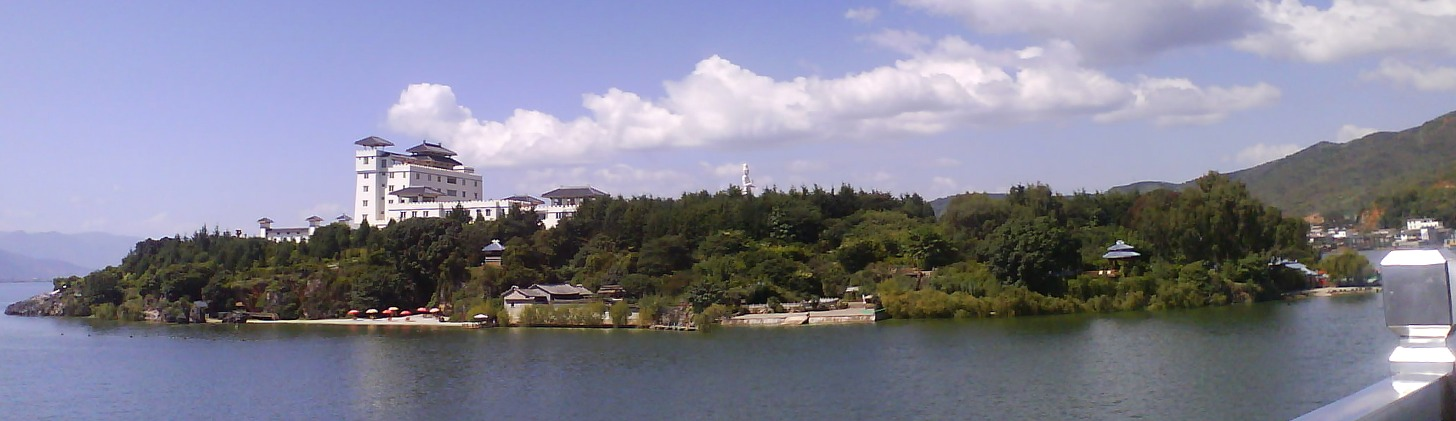
Panorama de l'île.
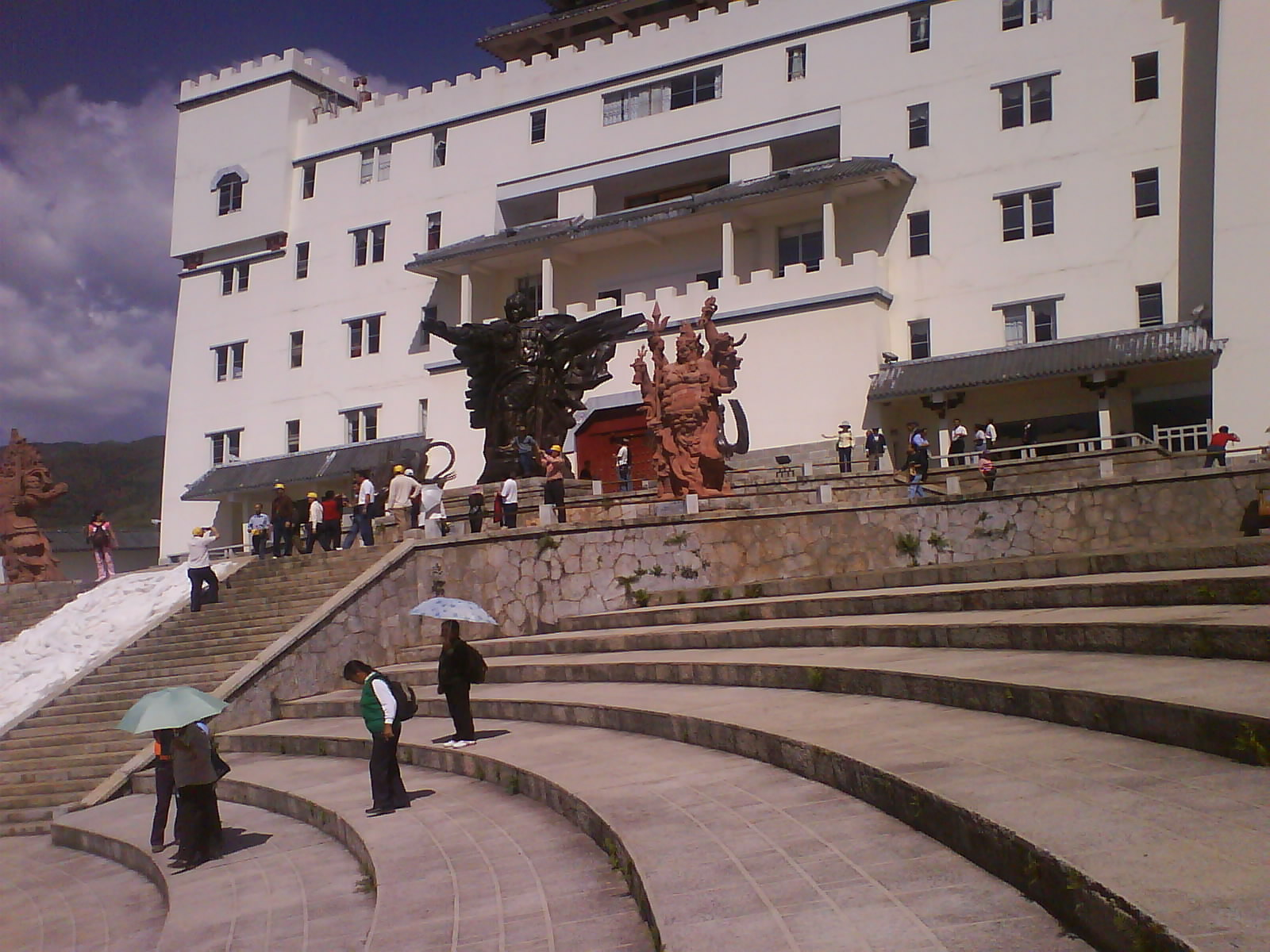
Divinités du Royaume de Nanzhao et château moderne.
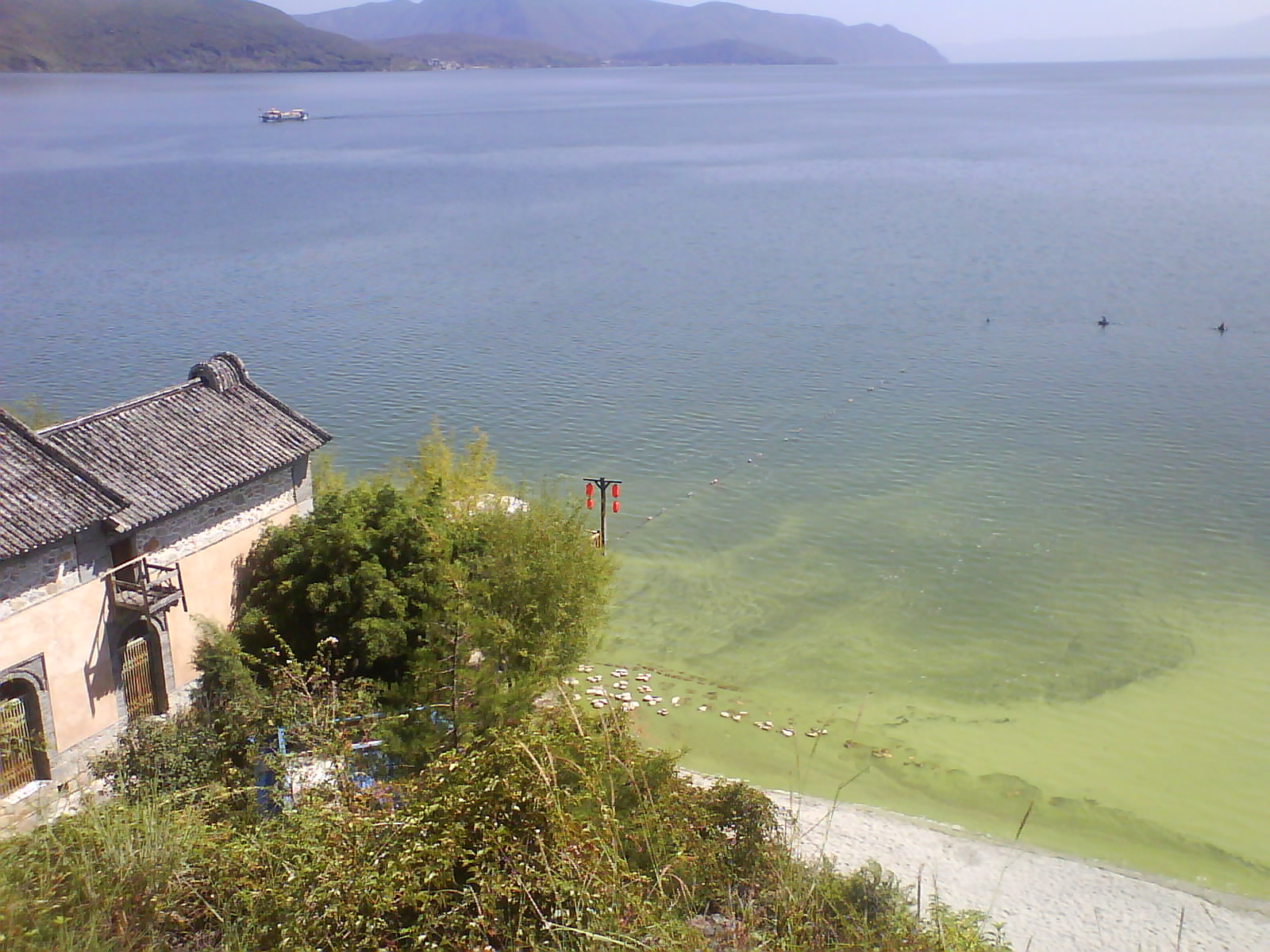
Plage de sable vue d'un belvédère.
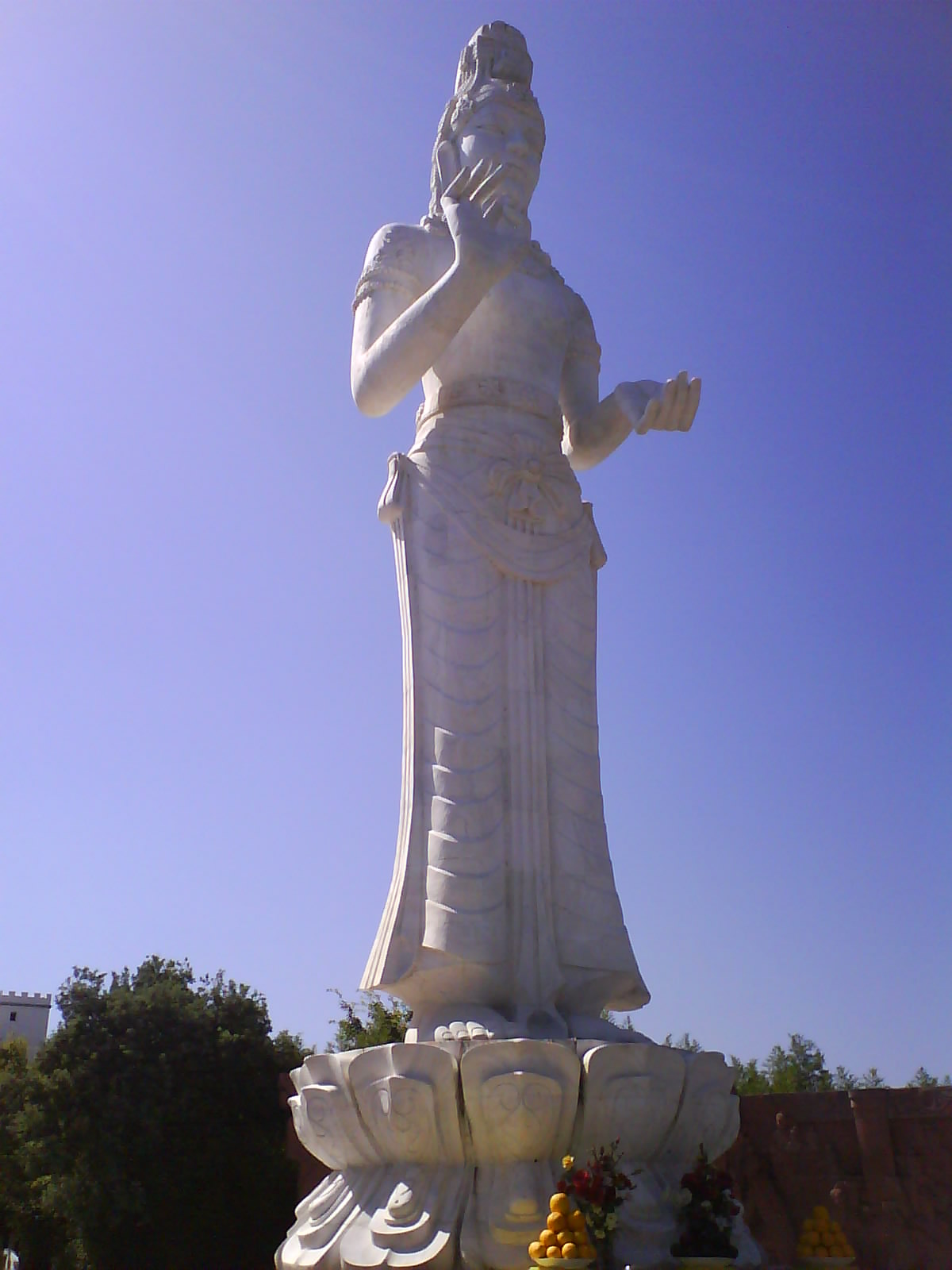
Statue monumentale de Guanyin.